# مقاطعة نورثهامبتون (كارولاينا الشمالية)
مقاطعة نورثهامبتون (بالإنجليزية: Northampton County)‏ هي إحدى مقاطعات ولاية كارولاينا الشمالية في الولايات المتحدة الأمريكية. مركز المقاطعة أو مقعدها هي مدينة جاكسون. تأسست هذه المقاطعة سنة 1741.أصل هذه المقاطعة يأتي من: مقاطعة بيرتي.

## أعلام
- ميلز داردين
- ألين جونز